# فرودگاه شعله جاودانی جان اف کندی
فرودگاه شعله جاودانی جان اف کندی (به انگلیسی: John F. Kennedy Memorial Airport) یک فرودگاه همگانی با کد یاتا ASX است که یک باند فرود آسفالت دارد و طول باند آن ۱۵۸۵ متر است. این فرودگاه در شهر آشلند، ویسکانسین کشور ایالات متحده آمریکا قرار دارد و در ارتفاع ۲۵۱٫۸ متری از سطح دریا واقع شده‌است.